# Museu de Arte Sacra (Viseu)

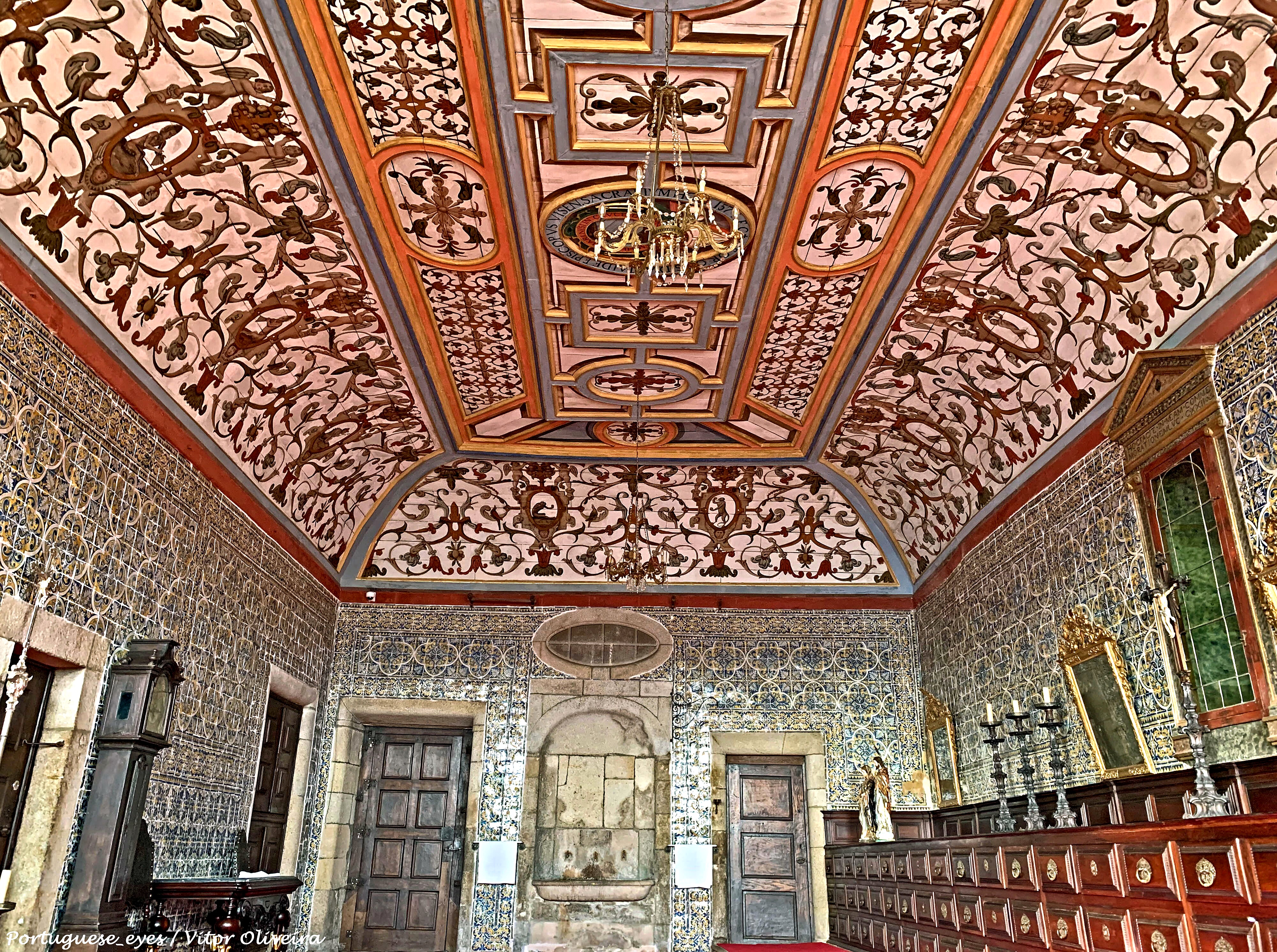
Integrado na Catedral, o espaço de exposição do Tesouro localiza-se no segundo piso, compreende o coro-alto e três salas situadas numa das alas do Claustro Superior, entre as quais a Sala do Cabido e duas salas com elementos arquitetónicos do período medieval

O Museu de Arte Sacra da Catedral de Viseu esta localizado na catedral de Viseu, em Portugal. O acervo do museu contém objetos litúrgicos de antigos usos, relíquias devocionais, imagens de retábulos e memórias de bispos generosos.